# Kantanahalli, Kunigal
Kantanahalli là một làng thuộc tehsil Kunigal, huyện Tumkur, bang Karnataka, Ấn Độ.